# Ertuğrul Taşkıran
Mahmut Ertuğrul Taşkıran (Istanboel, 9 januari 1989) is een Turkse doelman die op huurbasis speelt bij Kayserispor.